# Bondorf
Bondorf ist eine Gemeinde im Landkreis Böblingen in Baden-Württemberg. Sie gehört zur Region Stuttgart (bis 1992 Region Mittlerer Neckar) und zur Randzone der europäischen Metropolregion Stuttgart. Es ist der südlichste Ort des Regierungsbezirks Stuttgart und der Region Stuttgart.

## Geographie

### Lage
Bondorf liegt im Korngäu bzw. oberen Gäu, 10 Kilometer südlich von Herrenberg, 16 Kilometer nordöstlich von Horb am Neckar, 10 Kilometer nordwestlich von Rottenburg am Neckar und 45 Kilometer südwestlich von Stuttgart entfernt.

### Gemeindegliederung
Zu Bondorf gehören das Dorf Bondorf, die Orte Haitinger Höfe, Herdweghöfe, Hohenreutin, Niederreutin, Weildorf und Wurmfeld sowie die abgegangenen Ortschaften Schorre und Uffhofen.

## Geschichte

### Altertum
Das Gebiet der Gemeinde war bereits zu römischer Zeit besiedelt, worauf die 1975 ausgegrabene Villa rustica hinweist (siehe unten). Auch mehrere Reihengräberfunde legen den Schluss auf eine sehr alte Besiedlung nahe.

### Mittelalter
Im Hochmittelalter lag der Ort im Herzogtum Schwaben. Bondorf wurde zu der Zeit um 1150 erstmals in Urkunden des Klosters Reichenbach erwähnt. In diesen Texten wurde ein schönes Dorf namens Baumdorf beschrieben, das als Ursprung des heutigen Namens Bondorf gilt. Baum wird im örtlichen Dialekt "Boom" mit langem o gesprochen, das sich dann zu dem einfacher zu sprechenden "Boon" in der Schreibweise mit einem o gewandelt hat. Am Ort gab es auch Besitz der Klöster Bebenhausen, Kirchberg und Reuthin. Zusammen mit Nagold verkauften die Grafen von Hohenberg im Jahre 1363 Bondorf an die Grafen von Württemberg, die es dem Amt Nagold zuordneten.

### Frühe Neuzeit
1559 ist Bondorf mitsamt Kirche und Turm bis auf vier Häuser vollständig abgebrannt. Im Jahre 1685 sind infolge eines Blitzes 41 Wohnungen nebst Scheunen abgebrannt.
Nach der Gründung des Königreichs Württemberg kam es im Zuge der neuen Verwaltungsgliederung zu einer Änderung der Amtszugehörigkeit. Bondorf wurde 1811 vom Oberamt Nagold ins Oberamt Herrenberg umgegliedert.
In einer weiteren Brandkatastrophe brannten am 23. Oktober 1815 in der Zeit von nur zwei Stunden abermals 40 Gebäude ab. Jedes Mal jedoch bauten die Bewohner alles wieder auf.

### Bahnlinie und Wasserversorgung
1879 erhielt der Ort durch die Eröffnung der Gäubahn Anschluss an das Streckennetz der Königlich Württembergischen Staats-Eisenbahnen. 1905 wurde die Gäuwasserversorgung mit Sitz in Bondorf gegründet.
Bei der Kreisreform während der NS-Zeit in Württemberg gelangte Bondorf 1938 zum Landkreis Böblingen.

### Zweiter Weltkrieg
Im Zweiten Weltkrieg lag in der Nähe von Bondorf Hailfingen/Tailfingen ein Nachtjägerflugplatz, an den heute nur noch ein langer Kiesweg erinnert, der damals die Start- und Landebahn darstellte. Der Flugplatz wurde vor allem von Häftlingen aus dem KZ Hailfingen-Tailfingen in Zwangsarbeit erbaut; das KZ war ein Nebenlager des KZ Natzweiler-Struthof. Dabei starben viele Häftlinge durch die Strapazen und durch Erschießungen. 72 Opfer wurden in einem Massengrab am östlichen Ende der Landebahn verscharrt. Am 1. Juni 1945 wurde den französischen Soldaten von drei Überlebenden das Massengrab gezeigt, das am folgenden Tag geöffnet wurde. Die männliche Bevölkerung von Oberndorf, Hailfingen und alle Bürger aus Bondorf und Tailfingen mussten zu Fuß zum Flugplatz und dort die Leichen ausgraben. Die Tailfinger Männer mussten das Massengrab aufdecken. Dabei kam es zu Misshandlungen durch französische Soldaten, an deren Folgen zwei Bondorfer Bürger starben. An die Opfer von Krieg und KZ-Terror erinnern ein Mahnmal in der romanischen Turmstube und ein Kirchenfenster des Künstlers Emil Jo Homolka in der evangelischen Kirche.

### Nachkriegszeit
Schließlich wurde der Ort Teil der Amerikanischen Besatzungszone und gehörte somit zum neu gegründeten Land Württemberg-Baden, das 1952 im jetzigen Bundesland Baden-Württemberg aufging.
1972 wurde das neu gebaute Rathaus in der Hindenburgstraße in Betrieb genommen. Zwei Jahre später wurde auch die Ortskanalisation vervollständigt und die Kläranlage Bondorf-Hailfingen fertiggestellt (Abfluss des Wassers über den Kochhart-Graben). Ein Jahr später wiederum wurde die neu erbaute Gäuhalle fertiggestellt, die 1999 komplett modernisiert wurde. Die 1966 erbaute Hauptschule wurde im Jahr 1985 um eine Grundschule erweitert und zwei Mal aufgestockt (1995, 2005).

### Religionen
Infolge der Zugehörigkeit zum Herzogtum Württemberg wurde auch in Bondorf 1534 die Reformation durchgeführt. Die evangelische Kirchengemeinde Bondorf gehört zum Kirchenbezirk Herrenberg in der Württembergischen Landeskirche. Als Sakralbau dient der evangelischen Gemeinde die Remigiuskirche (siehe unten die Sehenswürdigkeiten). Nach dem Zweiten Weltkrieg entstand im überwiegend evangelisch geprägten Bondorf durch die Fluchtbewegungen auch eine katholische Gemeinde, die bis 1997 als Filiale von Rottenburg-Hailfingen betreut wurde. Die 1961 erbaute Kirche St. Johannes gehört seit 1997 zur katholischen Gemeinde Jettingen – Gäufelden – Bondorf im Dekanat Böblingen der Diözese Rottenburg-Stuttgart.

### Einwohnerentwicklung

Einwohnerentwicklung Bondorfs von 1871 bis 2017

Es handelt sich um Einwohnerzahlen nach dem jeweiligen Gebietsstand. Die Zahlen sind Volkszählungsergebnisse (¹) oder amtliche Fortschreibungen des Statistischen Landesamtes Baden-Württemberg (nur Hauptwohnsitze).
| Jahr                 | Einwohner |
| -------------------- | --------- |
| 1. Dezember 1871 ¹   | 1362      |
| 1. Dezember 1880 ¹   | 1681      |
| 1. Dezember 1890 ¹   | 1666      |
| 1. Dezember 1900 ¹   | 1609      |
| 1. Dezember 1910 ¹   | 1666      |
| 16. Juni 1925 ¹      | 1659      |
| 16. Juni 1933 ¹      | 1671      |
| 17. Mai 1939 ¹       | 1616      |
| 13. September 1950 ¹ | 2359      |
| 6. Juni 1961 ¹       | 2309      |
| 27. Mai 1970 ¹       | 2576      |

| Jahr              | Einwohner |
| ----------------- | --------- |
| 31. Dezember 1980 | 3090      |
| 27. Mai 1987 ¹    | 3457      |
| 31. Dezember 1990 | 3768      |
| 31. Dezember 1995 | 4368      |
| 31. Dezember 2000 | 5223      |
| 31. Dezember 2005 | 5845      |
| 31. Dezember 2010 | 5861      |
| 31. Dezember 2015 | 5854      |
| 31. Dezember 2020 | 6082      |

## Politik

### Gemeinderat
Der Gemeinderat in Bondorf besteht aus 14 gewählten ehrenamtlichen Gemeinderäten und dem stimmberechtigten Bürgermeister als Vorsitzendem. Die Kommunalwahl am 9. Juni 2024 führte zu folgendem vorläufigen Endergebnis.
| Parteien und Wählergemeinschaften | Parteien und Wählergemeinschaften           | % 2024  | Sitze 2024 | % 2019  | Sitze 2019 | Kommunalwahl 2024 %50403020100 49,40 %28,85 %14,07 %7,67 % FWCDUSPDGrüneGewinne und Verlusteim Vergleich zu 2019 %p 8 6 4 2 0 −2 −4 −6+7,32 %p−0,22 %p−2,28 %p−4,83 %pFWCDUSPDGrüne |
| FW                                | Freie Wähler Bondorf                        | 49,40   | 7          | 42,08   | 6          | Kommunalwahl 2024 %50403020100 49,40 %28,85 %14,07 %7,67 % FWCDUSPDGrüneGewinne und Verlusteim Vergleich zu 2019 %p 8 6 4 2 0 −2 −4 −6+7,32 %p−0,22 %p−2,28 %p−4,83 %pFWCDUSPDGrüne |
| CDU                               | Christlich Demokratische Union Deutschlands | 28,85   | 4          | 29,07   | 4          | Kommunalwahl 2024 %50403020100 49,40 %28,85 %14,07 %7,67 % FWCDUSPDGrüneGewinne und Verlusteim Vergleich zu 2019 %p 8 6 4 2 0 −2 −4 −6+7,32 %p−0,22 %p−2,28 %p−4,83 %pFWCDUSPDGrüne |
| SPD                               | Sozialdemokratische Partei Deutschlands     | 14,07   | 2          | 16,35   | 2          | Kommunalwahl 2024 %50403020100 49,40 %28,85 %14,07 %7,67 % FWCDUSPDGrüneGewinne und Verlusteim Vergleich zu 2019 %p 8 6 4 2 0 −2 −4 −6+7,32 %p−0,22 %p−2,28 %p−4,83 %pFWCDUSPDGrüne |
| GRÜNE                             | Bündnis 90/Die Grünen                       | 7,67    | 1          | 12,50   | 2          | Kommunalwahl 2024 %50403020100 49,40 %28,85 %14,07 %7,67 % FWCDUSPDGrüneGewinne und Verlusteim Vergleich zu 2019 %p 8 6 4 2 0 −2 −4 −6+7,32 %p−0,22 %p−2,28 %p−4,83 %pFWCDUSPDGrüne |
| gesamt                            | gesamt                                      | 100,0   | 14         | 100,0   | 14         | Kommunalwahl 2024 %50403020100 49,40 %28,85 %14,07 %7,67 % FWCDUSPDGrüneGewinne und Verlusteim Vergleich zu 2019 %p 8 6 4 2 0 −2 −4 −6+7,32 %p−0,22 %p−2,28 %p−4,83 %pFWCDUSPDGrüne |
| Wahlbeteiligung                   | Wahlbeteiligung                             | 67,69 % | 67,69 %    | 65,68 % | 65,68 %    | Kommunalwahl 2024 %50403020100 49,40 %28,85 %14,07 %7,67 % FWCDUSPDGrüneGewinne und Verlusteim Vergleich zu 2019 %p 8 6 4 2 0 −2 −4 −6+7,32 %p−0,22 %p−2,28 %p−4,83 %pFWCDUSPDGrüne |

### Bürgermeister
Bernd Dürr konnte im September 2019 seine dritte Amtszeit antreten.

### Wappen
| Wappen der Gemeinde Bondorf | Blasonierung: „In Silber (weiß) auf rotem Dreiberg drei grüne Dinkelähren.“ |
| Wappen der Gemeinde Bondorf | Wappenbegründung: Die älteste bekannte Darstellung des Ortswappens findet sich auf einem von Feldmesser Christian Maier von Bondorf im Jahre 1818 gezeichneten Plan im Gemeindearchiv. Es zeigt drei grüne Dinkelähren nebeneinander in silbernem Feld. Das Wappen scheint in der Folgezeit in Vergessenheit geraten zu sein, denn aus dem 19. und dem ersten Drittel des 20. Jahrhunderts sind nur Gemeindesiegel mit den württembergischen Hirschstangen bekannt. Erst 1930 griff die Gemeinde auf das alte Wappen zurück und führt es seitdem in der oben beschriebenen Weise. |

## Kultur und Sehenswürdigkeiten

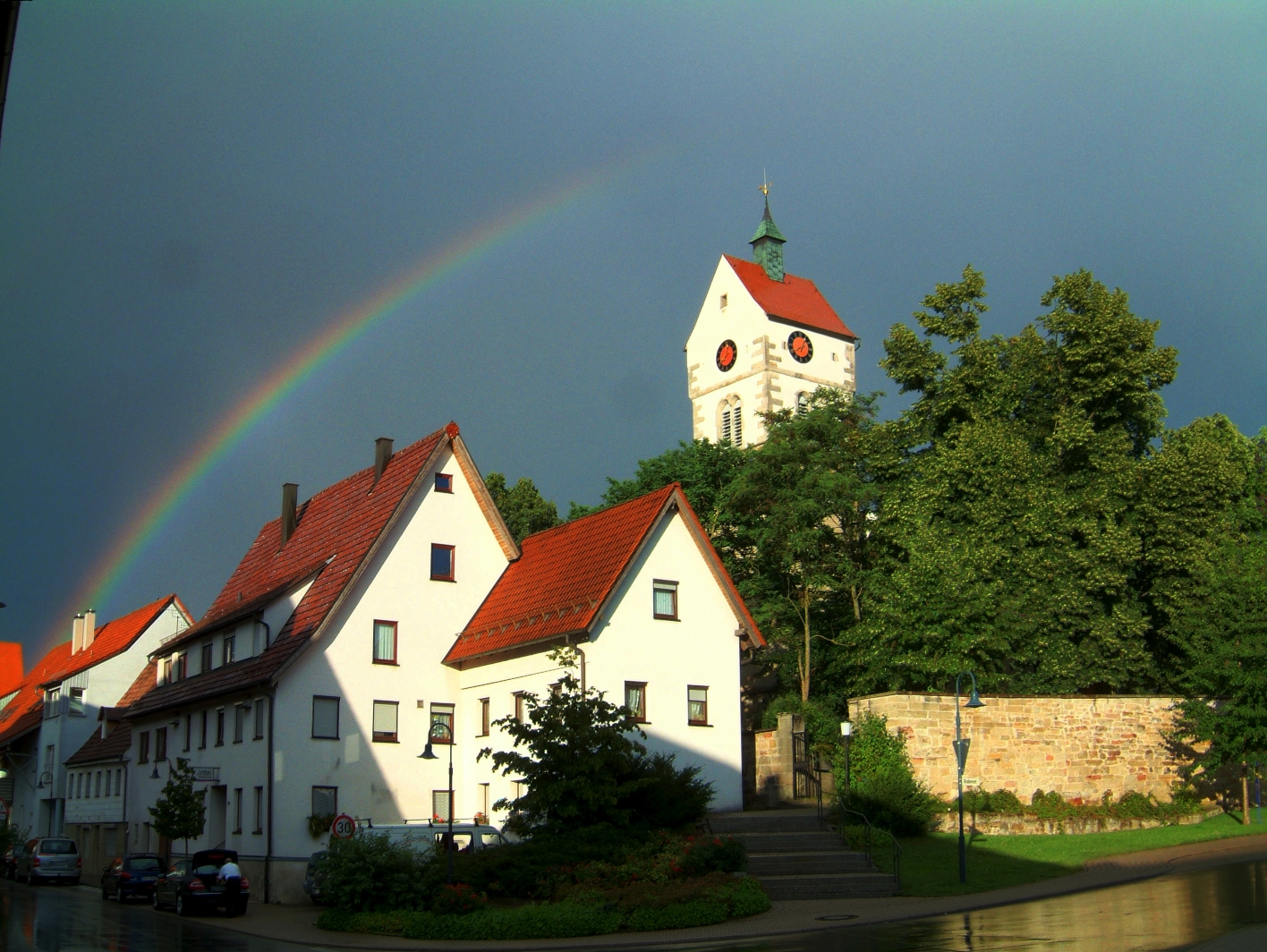
Evangelische Kirche in Bondorf (Juli 2007)

### Evangelische Kirche
Die dem heiligen Remigius geweihte ehemalige Wehrkirche weist eine bemerkenswerte barocke Innenausstattung von 1752/53 auf. Der Turm wurde im 16. Jahrhundert umgestaltet. Gegenüberliegend das Pfarrhaus aus dem Jahr 1845 mit interessanten italienisierenden Motiven.

### Zehntscheuer
Die in der Schwendergasse 1 gelegene, bis 1849 als solche genutzte, stattliche Zehntscheuer ist heute Vereins- und Kulturzentrum. Sie stellt zusammen mit dem angrenzenden Fachwerkhaus ein Beispiel für die regionaltypische Gehöftform dar. Auf der Rückseite sind noch Reste des Etters vorhanden.

### Domänen Hohen- und Niederreutin
Ehemalige Hofdomänen der Könige von Württemberg, außerhalb des Ortes gelegen. In Hohenreutin historisierendes Wohnhaus, Ende 19. Jahrhundert, mit schönem Brunnenstock, in Niederreutin klassizistische Dreiseitanlage 1837–1842. Im 14. Jahrhundert befand sich der Hof Niederbondorf im Besitz der Barbara Eckenweiler, die ihn 1379 an das Kloster Reutin verkaufte. Nach der Reformation blieb das Klostergut als eigene Verwaltungseinheit bestehen, der Hof Niederreutin kam durch Kauf 1746 an das Spital Herrenberg. Der Übergang vom Spital an bürgerliche Besitzer ist noch nicht erforscht. Schließlich kaufte 1829 Friedrich Deeg aus Stuttgart die Domäne, verunglückte aber schon wenige Jahre später tödlich. Zum Preis von 35.000 Gulden kaufte die Hofdomänenkammer 1835 das Gut Niederreutin von den Erben. In den 1990er Jahren wurde auf der Domäne Niederreutin ein Golfplatz gebaut.

### Villa rustica
Die seit Mitte des 19. Jahrhunderts bekannte römische Ansiedlung (Villa rustica) auf der Gemarkung Bondorf wurde 1975 großflächig ausgegraben. Dieses Gebiet war seit der Vorgeschichte ein beliebter Ansiedlungspunkt. Mit einer Ausdehnung von zweieinhalb Hektar und zwölf Gebäuden gehörte diese Ansiedlung aus der Mitte des 2. Jahrhunderts zu den größten Gutshöfen im südwestdeutschen Raum. Neben dem Haupt- und dem Badegebäude sind ein Tempel, ein Wirtschaftsgebäude, ein Stall und weitere Nebengebäude Teil der Anlage.
Die Anlage diente hauptsächlich landwirtschaftlichen Zwecken. Die erwirtschafteten Güter waren sowohl für den Eigenbedarf, als auch für den Verkauf in der naheliegenden stadtartigen Siedlung Rottenburg (Sumelocenna) gedacht. Qualitativ hochwertige Steinskulpturen belegen den Wohlstand der im Gutshof lebenden Menschen. Nach etwa 100 Jahren wurde die Villa rustica um 240 von ihren Bewohnern aufgegeben.
Eine Trockenmauer am Eingang zum Keller des Anwesens deutete auf eine spätere erneute Nutzung der Anlage hin. Im westlichen Risalit des Hauptbaus wurde zudem die Bestattung einer Frau aus der ersten Hälfte des 4. Jahrhunderts entdeckt, die eine zumindest kurzzeitige alamannische Besiedlung im Bereich der Villa belegt. Heute liegen die Reste der Villa rustica von Bondorf genau unter der Autobahnausfahrt Rottenburg/Bondorf der Bodenseeautobahn 81.
- Siehe auch: Liste von Villae rusticae

## Wirtschaft und Infrastruktur

### Verkehr

#### Straßen
Bondorf ist durch die Bundesstraße 28a (Rottenburg–Horb) an das überregionale Straßennetz angebunden. Die Ausfahrt „Rottenburg“ der Bundesautobahn 81 befindet sich auf Bondorfer Gemarkung.

#### Eisenbahn

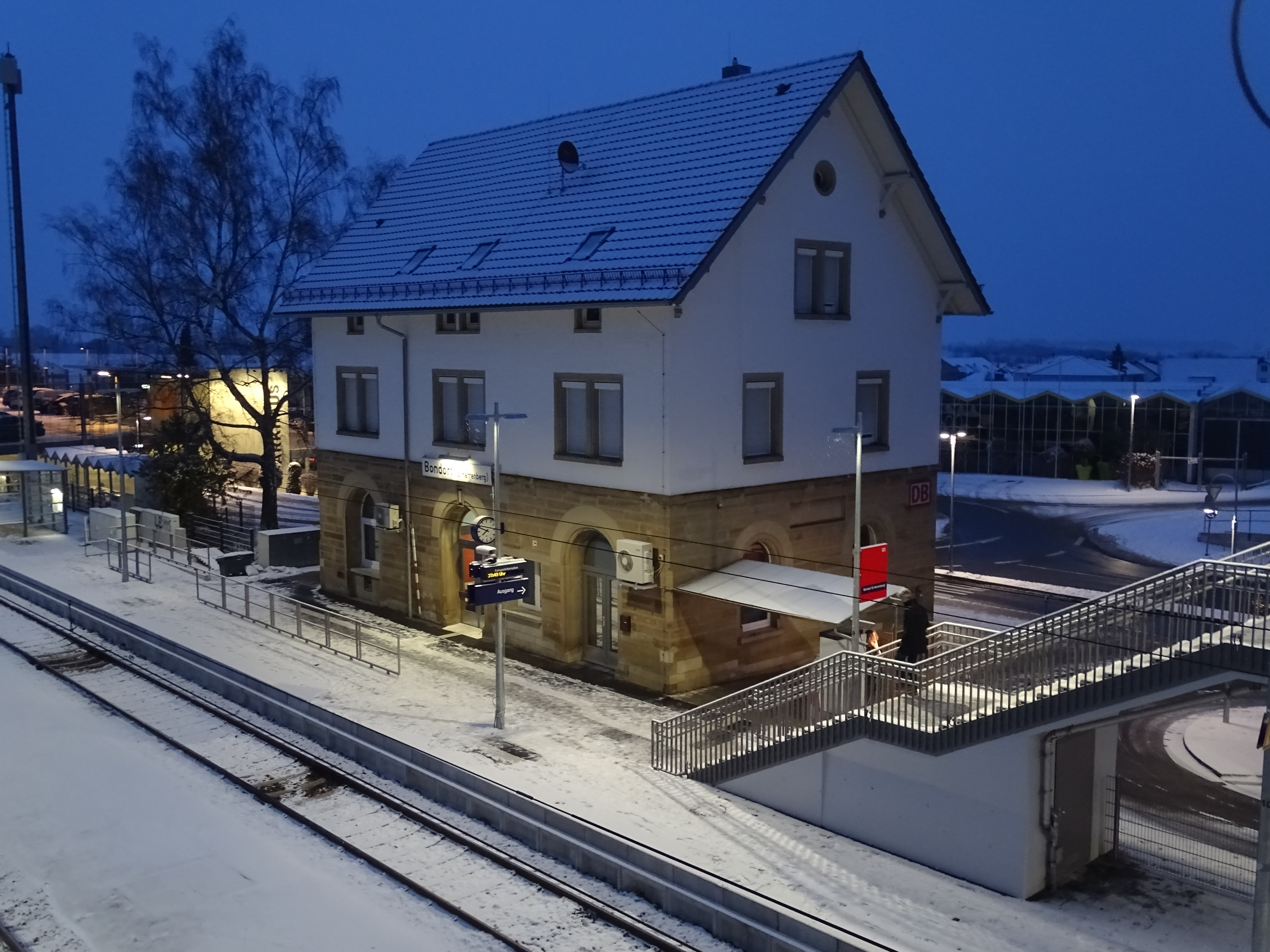
Bahnhof Bondorf

Der Bahnhof Bondorf (b Herrenberg) liegt an der Gäubahn und im Gebiet des Verkehrs- und Tarifverbunds Stuttgart. Im Stunden-Takt verkehren Regional-Express-Züge nach Stuttgart. Einzelne Verstärkerzüge fahren nach Eutingen im Gäu und Herrenberg. Im Zwei-Stunden-Takt verkehren Züge nach Rottweil und Freudenstadt, die bis Eutingen im Gäu zusammen fahren und dann getrennt werden. Ebenfalls im Zwei-Stunden-Takt verkehrt ein Regional-Express nach Singen am Hohentwiel sowie die Stadtbahnlinie S8/S81 im Zwei-Stunden-Takt über Freudenstadt und das Murgtal nach Karlsruhe.
Hinzu kommen Intercity der Linie 87, welche zwischen Stuttgart und Singen/Konstanz zum Nahverkehrstarif nutzbar sind.

#### Fahrradverkehr
Durch eine Alltagsroute aus dem Radnetz Baden-Württemberg ist Bondorf über Gäufelden (Öschelbronn und Nebringen) mit Herrenberg und in der anderen Richtung über Ergenzingen mit Horb verbunden.

### Bildung
Bondorf besitzt eine Grundschule sowie sechs Kindergärten.

## Söhne und Töchter der Gemeinde
- Heinrich Pfleiderer (1900–1973), Bioklimatologe und Hochschullehrer
- Friedrich Kußmaul (1920–2009), Ethnologe
- Hans Beerstecher (* 1938), Politiker (SPD), von 1972 bis 1992 Landtagsabgeordneter
- Karl Weimer (1910–1991), Radrennfahrer